# Kennebunk (Maine)
Kennebunk – miasto w Stanach Zjednoczonych, w stanie Maine, w hrabstwie York.